# Peter Payne
Peter Payne (genannt auch Peter Englisch oder Petr Engliš) (* um 1385 in Hough bei Stamford, Lincolnshire/Großbritannien; † 1456 in Prag), war ein aus England stammender, in Böhmen wirkender Reformator des 15. Jahrhunderts.

## Leben
Nach dem Studium an der Universität Oxford, wurde Peter Payne vor 1406 Magister artium, danach Lehrer, um das Jahr 1409 Leiter der Kollegien White Hall und St. Edmund Hall, die zum Zentrum des Wikilifismus gehörten. Er war ein Anhänger des englischen Reformators John Wyclif und Meister der Sieben Freien Künste in Oxford.
In England verfolgt, suchte Payne 1415 Zuflucht in Böhmen mit intensivem politischem Engagement in der Bewegung der Hussiten und deren Lehre des Jan Hus. Er lebte in Prag, war 1420 Mitglied diplomatischer Missionen nach Polen und 1443 nach Konstantinopel. Er führte mehrere bedeutende theologische Disputationen an der Karls-Universität Prag und war 1433 maßgebend an den Verhandlungen in Basel beteiligt. Er vertrat im Gottesdienst der Hussiten die Kelchkommunion als eines der wichtigsten Symbole dieser Bewegung der Reformation in Böhmen und war Verfasser theologischer Traktate.
Peter Payne, in Böhmen oft auch nach seinem Herkunftsland England als Peter Englisch bezeichnet, war ein hervorragender Redner, Diplomat und überzeugter Verfechter der Lehre des Jan Hus. Er nahm als Abgesandter der Hussiten am Konzil von Basel von 1433 teil und verteidigte den Prager Artikel über die Abgabe des kirchlichen Besitzes und den Verzicht des Klerus auf Reichtum und weltlichen Einfluss.
Nach der Schlacht von Lipan und dem militärischen Ende der Bewegung der Hussiten behielt Peter Payne seine Überzeugungen, wurde gefangen genommen, freigekauft, vom König Sigismund aus Böhmen ausgewiesen und verließ Prag, kam aber zurück und begleitete 1443 die Abgesandten der Hussiten nach Konstantinopel. Diese Personengruppe wollte Kontakte zur griechisch-orthodoxen Kirche anknüpfen, die das Abendmahl ebenfalls in beiderlei Gestalt an die Gläubigen verabreichte. Die Eroberung von Konstantinopel (1453) durch die Türken und die Hinwendung der Stadt zum Islam verhinderte diese Pläne.
Die letzten Jahre seines Lebens bis 1456 verbrachte Payne unter dem Schutz des Erzbischofs in einem Kloster in Prag.